# Kaderják Péter
Kaderják Péter (Miskolc, 1963. augusztus 15. –) közgazdász, egyetemi oktató, 2000 és 2003 között a Magyar Energia Hivatal főigazgatója, majd elnöke.

## Oktatói pályafutása
1987-ben okleveles közgazdászként végzett a Marx Károly Közgazdaságtudományi Egyetemen. 1992-ben doktori fokozatot szerzett az immár Budapesti Közgazdaságtudományi Egyetem nevet viselő felsőoktatási intézményben. 2015-ben PhD fokozatot szerzett ugyanott, immár a Budapesti Corvinus Egyetemen.
Kaderják 1987 óta tanít a Közgázon (Marx Károly Közgazdaságtudományi Egyetem és annak jogutód intézményei). 1987 és 1993 között a Vállalatgazdaságtan tanszéken oktatott tudományos segédmunkatársként, majd egyetemi adjunktusként. Utóbbi titulusban a Makroökonómia tanszéken oktatott 1994 és 2004 között. Ezt követően, 2004 és 2018 között Kaderják a Budapesti Corvinus Egyetem Regionális Energiagazdasági Kutatóközpontjának (REKK) vezetője volt.

## Közéleti tevékenysége
A Rajk László Szakkollégium tagjaként egyike volt a Fidesz 37 alapítójának 1988 márciusában. A rendszerváltás után a párt környezetvédelmi szakértője volt. 1995 és 1998 között a Pénzügyminisztérium alkalmazta a Harvard Institute for International Development, Central and Eastern European Environmental Economics Program tanácsadó testületének tagjaként. Miután a Fidesz kormányt alakíthatott az 1998-as országgyűlési választás megnyerésével, Kaderjákot kinevezték a szintén Közgázon oktató Chikán Attila gazdasági miniszter kabinetfőnökének. Emellett az Állami Privatizációs és Vagyonkezelő Rt. (ÁPV Rt.) igazgatóságába is beválasztották. Mindkét posztján 1999. december 31-ig maradt hivatalban.
2000-ben megválasztották a Magyar Energia Hivatal (MEH) főigazgatójának. A 2001 decemberében elfogadott villamosenergia-törvény nyomán nevezték ki elnökké hat éves terminusra. A 2002-es országgyűlési választás után hivatalba lépő Medgyessy-kormány az Alkotmánybíróság 2007-es határozatának értelmében alkotmányellenes módon távolította el Kaderjákot a MEH éléről 2003-ban, miután a szocialista-szabad demokrata koalíció a földgázellátásról szóló törvény módosításával ("lex Kaderják") kizárólag azt a célt kívánta elérni, hogy Kaderjákot elmozdítsák pozíciójából.
Kaderják 2018 májusa és 2021 januárja között, a negyedik Orbán-kormány megalakulása után az Innovációs és Technológiai Minisztérium (ITM) energiaügyekért és klímapolitikáért felelős államtitkáraként működött. 2021. március 15-i hatállyal akkumulátoripari miniszteri biztossá nevezték ki, de Palkovics László innovációs és technológiai miniszter a megbízatását még aznap visszavonta.

## Díjai, kitüntetései
- Eötvös Loránd-díj (2002)[9]
- A Magyar Érdemrend tisztikeresztje (2024)